# 黄淑和
黄淑和（1954年10月—），广东紫金人，中华人民共和国政治人物。原国务院国有资产监督管理委员会副主任、党委副书记。
毕业于中山大学中文系文学专业，后担任中共中央办公厅、国务院办公厅信访局研究室副主任。升任国务院经济贸易办公室政策法规司副司长、国家经济贸易委员会副主任。后任国务院国有资产监督管理委员会副主任、党委副书记。。2015年2月1日卸任国务院国有资产监督管理委员会副主任，由刘强接替。